# Sijhua
Sijhua là một thị trấn thống kê (census town) của quận Bokaro thuộc bang Jharkhand, Ấn Độ.

## Nhân khẩu
Theo điều tra dân số năm 2001 của Ấn Độ, Sijhua có dân số 4478 người. Phái nam chiếm 54% tổng số dân và phái nữ chiếm 46%. Sijhua có tỷ lệ 50% biết đọc biết viết, thấp hơn tỷ lệ trung bình toàn quốc là 59,5%: tỷ lệ cho phái nam là 63%, và tỷ lệ cho phái nữ là 35%. Tại Sijhua, 16% dân số nhỏ hơn 6 tuổi.